# NGC 2333
NGC 2333 é uma galáxia espiral (Sa) localizada na direcção da constelação de Gemini. Possui uma declinação de +35° 10' 12" e uma ascensão recta de 7 horas, 08 minutos e 21,2 segundos.
A galáxia NGC 2333 foi descoberta em 4 de Fevereiro de 1793 por William Herschel.